# Adolf Kümmerle
Adolf Kümmerle ist ein ehemaliger deutscher Fußballspieler, der für den FC Bayern München aktiv war.

## Karriere
Kümmerle gehörte in der Saison 1945/46 dem FC Bayern München an, für den er als Abwehrspieler zwei Punktspiele in der Oberliga Süd, der seinerzeit höchsten deutschen Spielklasse, bestritt. Sein einziges Tor im Oberligaspiel für die Bayern erzielte er am 21. April 1946 (22. Spieltag) beim 5:1-Sieg gegen Phönix Karlsruhe im Stadion an der Grünwalder Straße.